# كلاوديونوا سوزا دي جيسوس
كلاوديونوا سوزا دي جيسوس (مواليد 5 مارس 1993) هو لاعب كرة قدم برازيلي.

## وصلات خارجية
- كلاوديونوا سوزا دي جيسوس على موقع رابطة كرة القدم اليابانية للمحترفين (اليابانية)
- كلاوديونوا سوزا دي جيسوس على موقع قاعدة بيانات كرة القدم.إي يو (الإنجليزية)
- كلاوديونوا سوزا دي جيسوس على موقع Soccerway.com (الإنجليزية)
- كلاوديونوا سوزا دي جيسوس على موقع عالم كرة القدم.نت (الإنجليزية)